# Walpurgis II. von Rosdorf

Walpurgis II. von Rosdorf, auch Walburga von Rosdorf, Gräfin von Roden und Wunstorf (* um 1290 auf Burg Hardegsen; † 7. August 1358 ebenda) war eine Tochter des Edelherrn Ludwig I von Rosdorf, des ersten Burgherrn zu Hardegsen und Moringen, und Schwester Ludwigs II. von Rosdorf. 
Im Alter von 16 bis 18 Jahren, 1308 spätestens 1310, wurde sie die zweite Ehefrau von Graf Johann I von Roden und Wunstorf. Dieser urkundete zwischen 1279 und 1334, um 1260 geboren, gestorben am 4. April 1334. In der Stiftskirche zu Wunstorf wurde nach ihrem Tod 1358 eine Grabplatte angefertigt, die Walburga gemeinsam mit ihrem Ehemann Graf Johann zeigt und noch heute im Altarraum vorhanden ist.